# Карпенко Ігор Васильович
Ігор Васильович Карпенко (23 липня 1976, м. Київ, СРСР) — український хокеїст, воротар. Майстер спорту міжнародного класу.
Вихованець хокейної школи «Сокіл» (Київ). Перший тренер — Борис Гольцев. Виступав за «Сокіл» (Київ), «Порт-Гурон Бордер-Кетс» (CoHL), «Лас-Вегас Тандер» (ІХЛ), «Сент-Джон Флеймс» (АХЛ), «Джонстаун Чіфс» (ECHL), «Металург» (Магнітогорськ), ХК МВД/ТКХ (Твер), «Динамо» (Мінськ), «Беркут» (Київ).
У складі національної збірної України провів 78 матчів (199 пропущених шайб); учасник зимових Олімпійських ігор 2002; учасник чемпіонатів світу 1995 (група C), 2000, 2001, 2002, 2003, 2004, 2006, 2007, 2008 (дивізіон I) і 2009 (дивізіон I). У складі юніорської збірної України учасник чемпіонату Європи 1993 (група C) і чемпіонату світу 1995 (U-20) і 1996 (U-20).

## Нагороди та досягнення
- Найкращий воротар Кубка Шпенглера 1999 року.
- Переможець Євроліги (2000)
- Володар Суперкубка Європи (2000)
- Чемпіон Росії (2001), бронзовий призер (2000)
- Чемпіон Росії у вищій лізі (2005)
- Чемпіон Білорусі (2007)
- Чемпіон України (1995, 2006, 2009)